# 香港舞男
《香港舞男》（英語：Hong Kong Gigolo）是1990年香港的一部三級片，講述男妓（男性性工作者）的故事。由林德祿導演，邵麗瓊、阮世生編劇，並由萬梓良、任達華、 鄭浩南、馮寶寶、林建明、吳孟達主演。此片在香港和台灣也票房成功，在華語影壇開創了「男妓電影」這個新片種。

## 角色
| 演員             | 角色            | 粵語配音 | 備註 |
| 萬梓良           | 馬祥            | 陳欣     | 酒吧男妓，阿祖、李國偉好友 Maria之下屬 最終去救被Wilson抓走的阿偉時被Wilson殺害                                       |
| 任達華           | 李國偉（David） | 任達華   | 酒吧男妓，阿祖、馬祥好友 被Wilson迷戀 明之弟 Maria之下屬                                                              |
| 鄭浩南           | 梁繼祖          | 張炳強   | 酒吧男妓，李國偉、馬祥好友 Maria之下屬 有一個變態熟客叫陳太 后被其夫買通偷錄陳太偷情罪證，后其被殺，自己也成了疑兇... |
| 馮寶寶           | Maria           | 馮寶寶   | 酒吧老闆娘 馬祥、李國偉和阿祖之上司                                                                                   |
| 林建明           | 明              |          | 警員 Wilson之下屬 阿偉之姊，在一次去男妓房裏檢查時發現其是做男妓                                                      |
| Robert Middleton | Wilson          | 盧雄     | 本片終極大反派 同性戀者 警司 明之上司 迷戀李國偉，后因其令自己丟職而對其痛恨 殺害來救李國偉的馬祥 最終被殺            |
| 吳孟達           | 秦幫辦          | 賈鳳悟   | 香港警察 調查陳太被殺案                                                                                               |

## 主題曲
《夜生活》
- 主唱：林憶蓮
- 作曲：BABYFACE , L.A.REID , DYRAL SIMMONS
- 作詞：林振強

## 外部連結
- 香港影庫上《香港舞男》的資料（繁體中文）
- 互联网电影数据库（IMDb）上《香港舞男》的资料（英文）